# Marblepsis micca
Marblepsis micca är en fjärilsart som beskrevs av Collenette 1956. Marblepsis micca ingår i släktet Marblepsis och familjen tofsspinnare. Inga underarter finns listade i Catalogue of Life.